# Johns Hopkins University

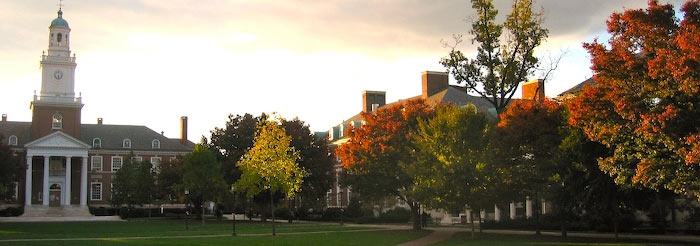
Hauptcampus, Gilman Hall

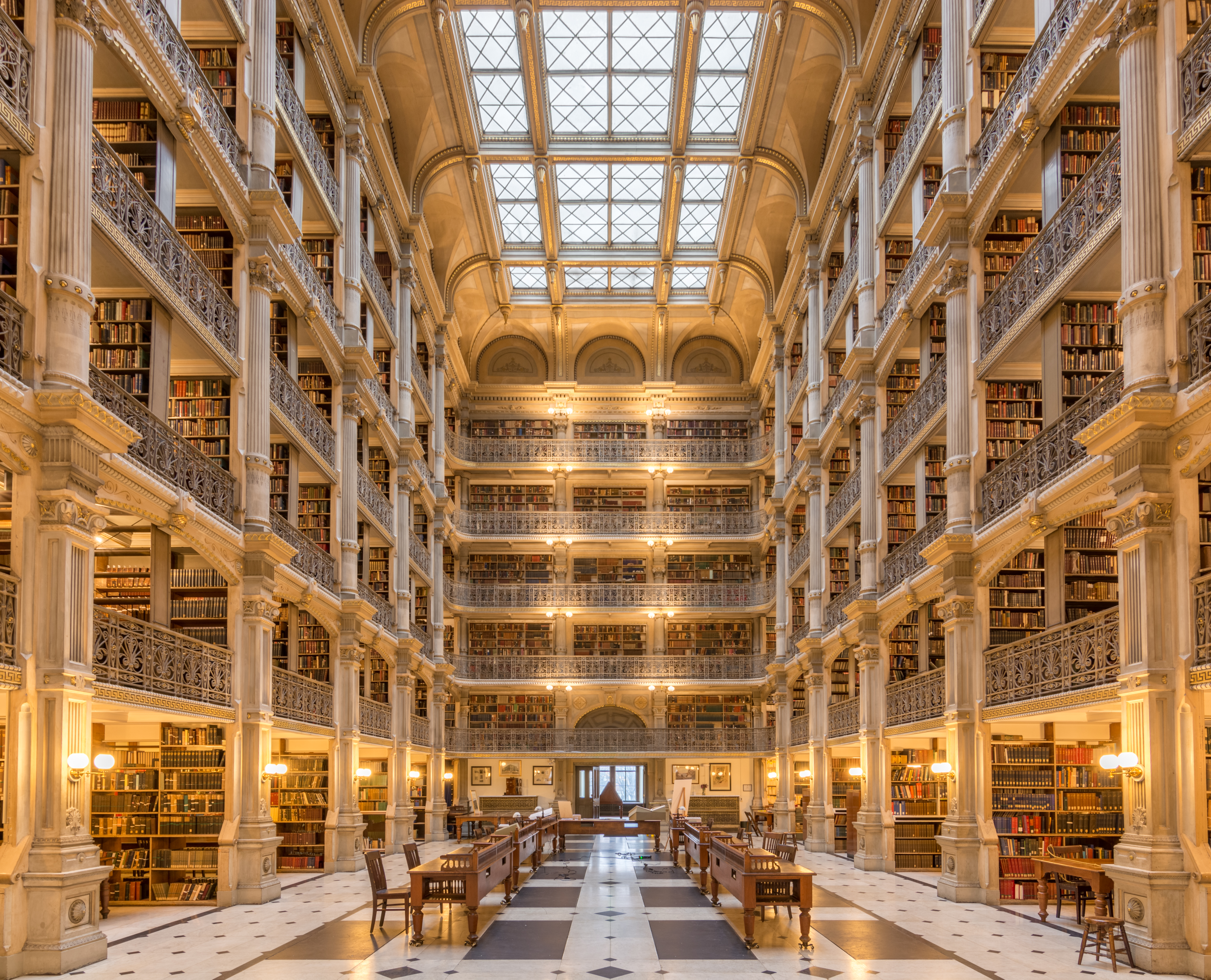
Die George Peabody Library

Die John Work Garrett Library

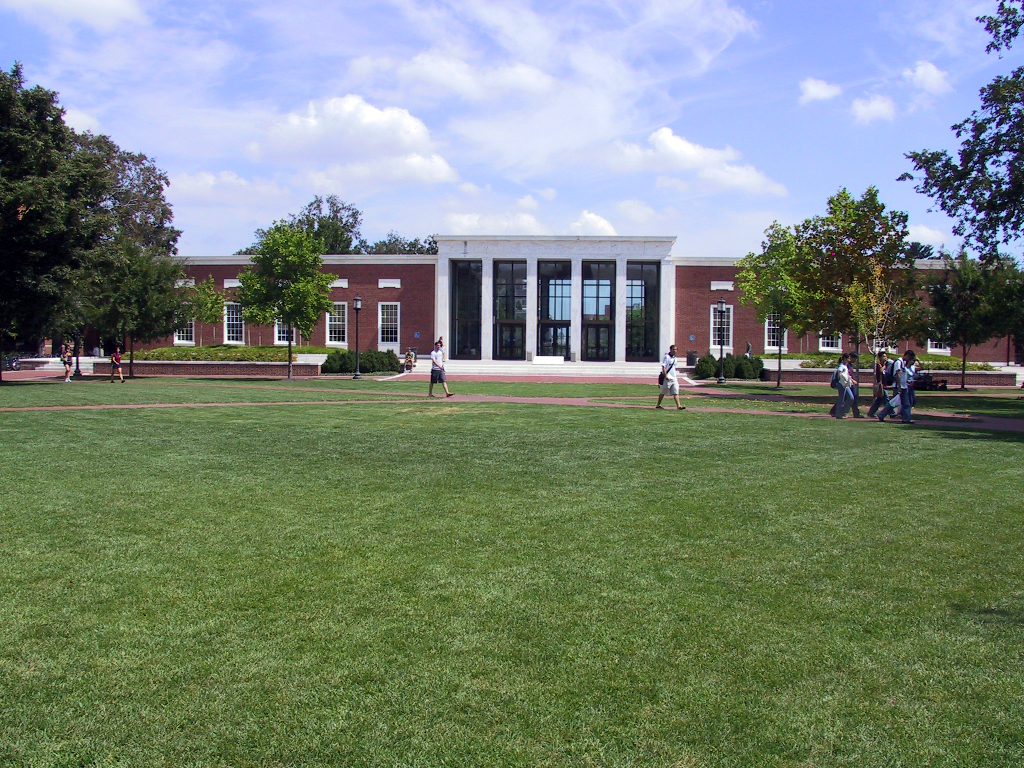
Die Eisenhower Library der JHU, Homewood Campus

Die Johns Hopkins University (JHU, deutsch Johns-Hopkins-Universität) ist eine private Universität in Baltimore im US-Bundesstaat Maryland. Die Spitzenuniversität, die Forschung und Lehre nach dem Vorbild deutscher Universitäten, insbesondere nach dem Modell der Universität Heidelberg, vereinte, wurde am 22. Februar 1876 gegründet. Ihren Namen erhielt sie von dem Geschäftsmann Johns Hopkins, der zur Gründung der Universität und des Johns Hopkins Hospitals bei seinem Tod 1873 ein Erbe von sieben Millionen US-Dollar hinterließ.
Insgesamt sind mit der Universität bis dato 39 Nobelpreisträger und ein Fields-Medaillen-Preisträger verbunden. Die Universität wird in den gängigen internationalen Hochschulrankings jeweils den 20 respektive 10 besten Universitäten der Welt zugerechnet und zählt zu den prestigeträchtigsten Hochschulinstitutionen des Landes.

## Akademisches Profil

### Forschung und Lehre
Die JHU ist eine Spitzenuniversität mit hohem Ranking, die aufgrund ihrer Gründungsgeschichte eine führende Rolle in den Bereichen Medizin, Gesundheitswissenschaften und internationaler Politik einnimmt. Sie liegt an dritter Stelle der meistzitierten Forschungsinstitutionen weltweit und wird in Hochschulrankings regelmäßig unter den 20 besten Universitäten der Welt geführt. Obwohl sie nicht zu den Universitäten der sogenannten Ivy League zählt, gehört sie dennoch zu den renommiertesten Universitäten des Landes. Ihre Medical School und die Bloomberg School of Public Health gelten als weltweit führende Einrichtungen für Medizin und Public Health. Gleiches gilt für die School of Advanced International Studies (SAIS) in Washington, D.C. und Bologna für den Bereich der internationalen Politik und Wirtschaftswissenschaften. Die Klinik der medizinischen Fakultät, das Johns Hopkins Hospital, steht im jährlichen Krankenhaus-Ranking des Wochenmagazins U.S. News & World Report seit etwa 20 Jahren auf Platz 1.
Etwa 35 – nach den strengeren Kriterien der JHU selbst nur 25 – in irgendeiner Form als Alumni oder Lehrende mit ihr assoziierte Personen erhielten bisher einen Nobelpreis. Dazu zählen James Franck und Adam Riess (Nobelpreise für Physik), Joseph Erlanger (Nobelpreis für Medizin), Bernard Lown stellvertretend für die Organisation IPPNW (Internationale Ärzte für die Verhütung des Atomkriegs) und Woodrow Wilson (Friedensnobelpreise), Richard Stone und Simon Kuznets (Nobelpreise für Wirtschaft) sowie J. M. Coetzee, der hier als Gastprofessor tätig war (Nobelpreis für Literatur).
Beispielsweise wurde an der JHU in den 1930er Jahren das Prinzip der Defibrillation des Herzens durch Stromstöße erkannt und setzt hier 1950 die Entwicklung eines Defibrillators zur Verwendung bei geschlossenem Brustkorb ein.
Die Hochschule ist Gründungsmitglied der Association of American Universities, einem seit 1900 bestehenden Verbund führender forschungsintensiver nordamerikanischer Universitäten.
Die Universität hatte im Jahr 2007 mit 1,554 Milliarden US-Dollar die höchsten Ausgaben für Forschung und Entwicklung unter den US-amerikanischen Universitäten.
Im Frühjahr 2020 erlitt die Universität bis einschließlich Juni 2020 Verluste in Höhe von über hundert Millionen Dollar, nachdem sie den Großteil des Campus-Lebens, des Forschungsprogramms und der medizinischen Eingriffe im Zuge der Pandemie eingestellt hatte.

### Coronavirus Resource Center
Nachdem die Johns-Hopkins-Universität bereits im Oktober 2019 das Planspiel Event 201 zur weltweiten Ausbreitung eines neuartigen Corona-Virus veranstaltet hatte, veröffentlicht das Coronavirus Resource Center des Bereiches Johns Hopkins Medicine seit dem ersten nachgewiesenen Covid-19-Fall in den Vereinigten Staaten am 22. Januar 2020 eine Weltkarte, auf der die Coronavirus-Infektionen in 180 Ländern dargestellt werden, um Forschern, staatlichen Gesundheitsämtern und der Öffentlichkeit ein benutzerfreundliches Werkzeug zur Verfügung zu stellen, mit dem sich der Ausbruch in Echtzeit verfolgen lässt. Die Zahlen für Deutschland stammen von drei verschiedenen deutschen Onlinemedien: der Berliner Morgenpost, Zeit Online und dem Tagesspiegel, die diese Daten wiederum in einem teilweise automatisierten Prozess direkt bei den Gesundheitsämtern, Ministerien und Staatskanzleien von einem Think Tank abrufen lassen. Die Landesbehörden stehen in der offiziellen Meldekette (§ 11 IfSG) noch vor dem Robert Koch-Institut und stellen die Zahlen der laborbestätigten Neuerkrankungen meist schneller zur Verfügung. Da es für Genesene und Todesfälle keine Meldepflicht gibt, beruhen diese Angaben auf Schätzungen.
Die Statistik des Coronavirus Resource Centers wird wiederum von den Gesundheitsbehörden vieler Länder und von Medien zur Darstellung der Verbreitung der durch das Coronavirus SARS-CoV-2 verursachten COVID-19-Krankheit benutzt. Die JHU hat die Datenerhebung am 10. März 2023 eingestellt.

### Center for Systems Science and Engineering
Hierzu gehört auch das Center for Systems Science and Engineering (CSSE), einem multidisziplinären Ansatz zur Modellierung, Verständigung und Optimierung von Systemen lokaler, nationaler und globaler Bedeutung. Dazu gehören Medizin, Gesundheitszustand, nationale Infrastruktur, Informationssicherheit, Katastrophenreaktion und Bildung. Neben der Fakultät aus verschiedenen Ingenieurwissenschaften nutzt CSSE das Know-how von Forschern aus den Schulen der Medizin, der öffentlichen Gesundheit, Pflege, Kunst und Wissenschaften, Wirtschaft und Bildung; und von JHUs angewendetem Physik-Labor, bereits eines der führenden Zentren des Systems der Nation. Es betreibt unter anderem das COVID-19-Dashboard.

## Organisation
Es gibt akademische Institute, verteilt auf vier Standorte:
- Homewood Campus (im Norden Baltimores):
  - Zanvyl Krieger School of Arts and Sciences
  - Whiting School of Engineering – Center for Systems Science and Engineering (CSSE)[24]
  - School of Professional Studies in Business and Education
- East Baltimore Campus (im Osten Baltimores):
  - School of Medicine und Johns Hopkins Hospital
  - Bloomberg School of Public Health – Johns Hopkins Center for Health Security (JHCHS)
  - School of Nursing
- Mount Vernon Place (im Stadtzentrum von Baltimore):
  - Carey Business School
  - The Peabody Institute (School of Music)
- Paul H. Nitze School of Advanced International Studies (SAIS) in Washington, D.C. Diese Graduate-School verfügt zudem über einen Campus in Bologna (das SAIS Bologna Center) sowie über eine Außenstelle in Nanjing, China.

Des Weiteren sind noch folgende (Forschungs-)Einrichtungen angeschlossen:
- Applied Physics Laboratory (zwischen Baltimore und Washington)
- Bayview Medical Center
- Charles S. Singleton Center at the Villa Spelman
- Downtown Center in Baltimore
- European Office in Berlin
- Johns Hopkins Singapore
- Washington, D.C. Area Campuses
- Biomedical Informatics Research Network (BIRN)
- American Institute for Contemporary German Studies

## Zahlen zu den Studierenden und den Dozenten
Im Herbst 2021 waren 32.049 Studierende an der JHU eingeschrieben. Davon strebten 6.132 (19,1 %, ein ungewöhnlich kleiner Anteil) ihren ersten Studienabschluss an, sie waren also undergraduates. Von diesen waren 55 % weiblich und 45 % männlich; 26 % bezeichneten sich als asiatisch, 8 % als schwarz/afroamerikanisch, 18 % als Hispanic/Latino, 26 % als weiß und weitere 13 % kamen aus dem Ausland. 25.917 (80,9 %) und damit die meisten der Studierenden arbeiteten auf einen weiteren Abschluss hin, sie waren graduates. Es lehrten 3.935 Dozenten an der Universität, davon 3.857 in Vollzeit und 78 in Teilzeit.
Im Herbst 2020 waren 28.890 Studierende eingeschrieben. Davon waren 6.331 (21,9 %) undergraduates. Von diesen waren 55 % weiblich und 45 % männlich; 26 % bezeichneten sich als asiatisch und 16 % als Hispanic/Latino. 22.559 (78,1 %) waren graduates. 2010 waren an der Hochschule 19.019 Studenten eingeschrieben, 2018 waren es 22.686.

## Vermögen
Das Stiftungsvermögen der JHU hatte Mitte 2023 einen Wert von 10,54 Milliarden US-Dollar, 27,8 % mehr als im Vorjahr. Damit lag die Universität 2023 auf Platz 16 der vermögendsten Hochschulen der USA und Kanadas.
| Jahr | Vermögen      | Veränderung zum Vorjahr | Rang |
| ---- | ------------- | ----------------------- | ---- |
| 2017 | 03,845 Mrd. $ |                         |      |
| 2018 | 04,325 Mrd. $ | + 12,5 %                | 25   |
| 2019 | 06,276 Mrd. $ | + 49,77 %               | 21   |
| 2020 | 06,750 Mrd. $ | + 07,56 %               | 21   |
| 2021 | 09,315 Mrd. $ | + 38,0 %                | 18   |
| 2022 | 08,244 Mrd. $ | − 11,50 %               | 20   |
| 2023 | 10,539 Mrd. $ | + 27,8 %                | 16   |

## Sport
Die Sportteams werden die Blue Jays (Blauhäher) genannt. Die Hochschule ist Mitglied in der Centennial Conference. Besonders erfolgreich ist das Lacrosse-Team.

## Präsidenten
- Daniel Coit Gilman (1875–1901)
- Ira Remsen (1901–1914)
- Frank Johnson Goodnow (1914–1929)
- Joseph Sweetman Ames (1929–1935)
- Isaiah Bowman (1935–1948)
- Detlev Wulf Bronk (1949–1953)
- Lowell Reed (1953–1956)
- Milton S. Eisenhower (1956–1967)
- Lincoln Gordon (1967–1971)
- Milton S. Eisenhower (1971–1972)
- Steven Muller (1972–1990)
- William C. Richardson (1990–1995)
- Daniel Nathans (1995–1996)
- William R. Brody (1996–2008)
- Ronald J. Daniels (seit 2009)[1]

## Absolventen (Auswahl)
Zu den Absolventen zählen führende Persönlichkeiten aus Wissenschaft, Politik (u. a. ein Präsident der Vereinigten Staaten), Kunst und Kultur aus aller Welt:

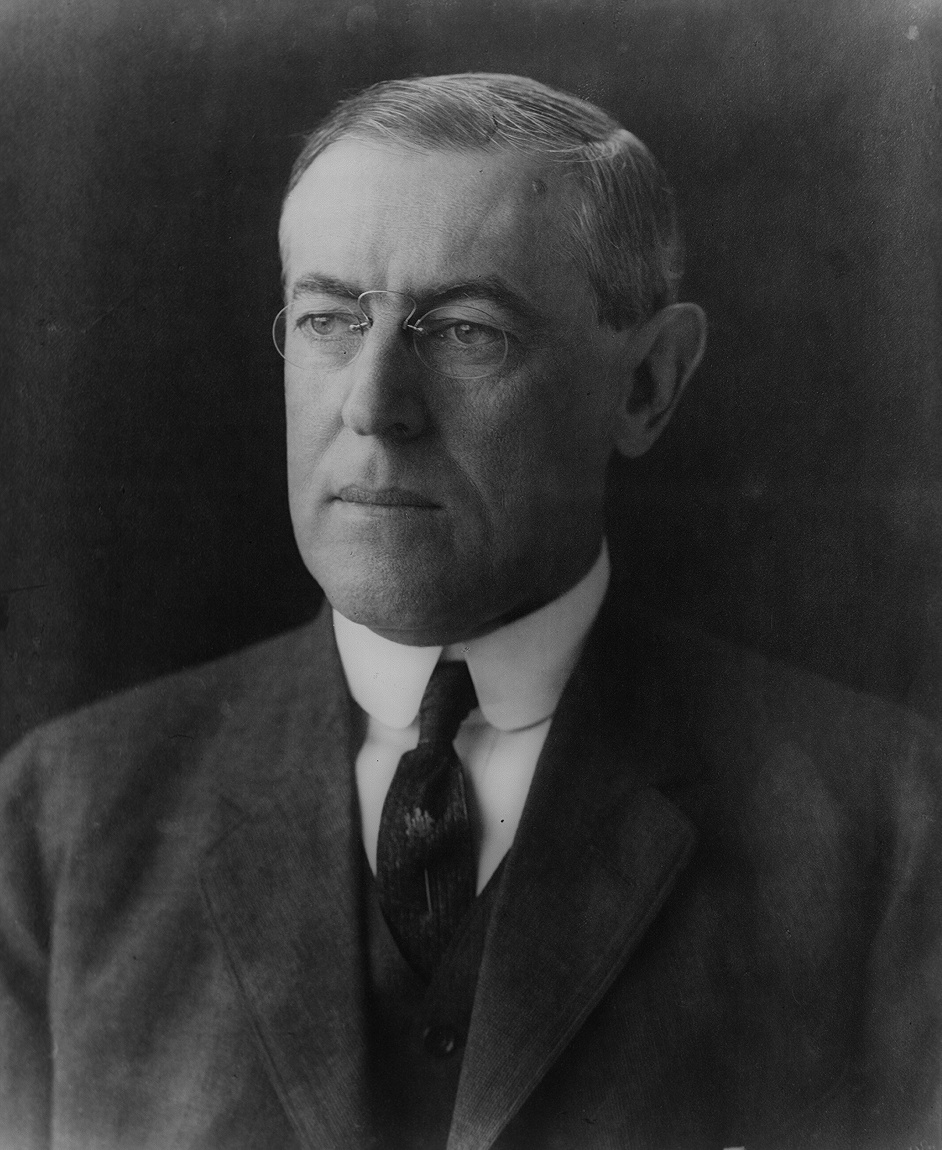
Woodrow Wilson, US-amerikanischer Präsident
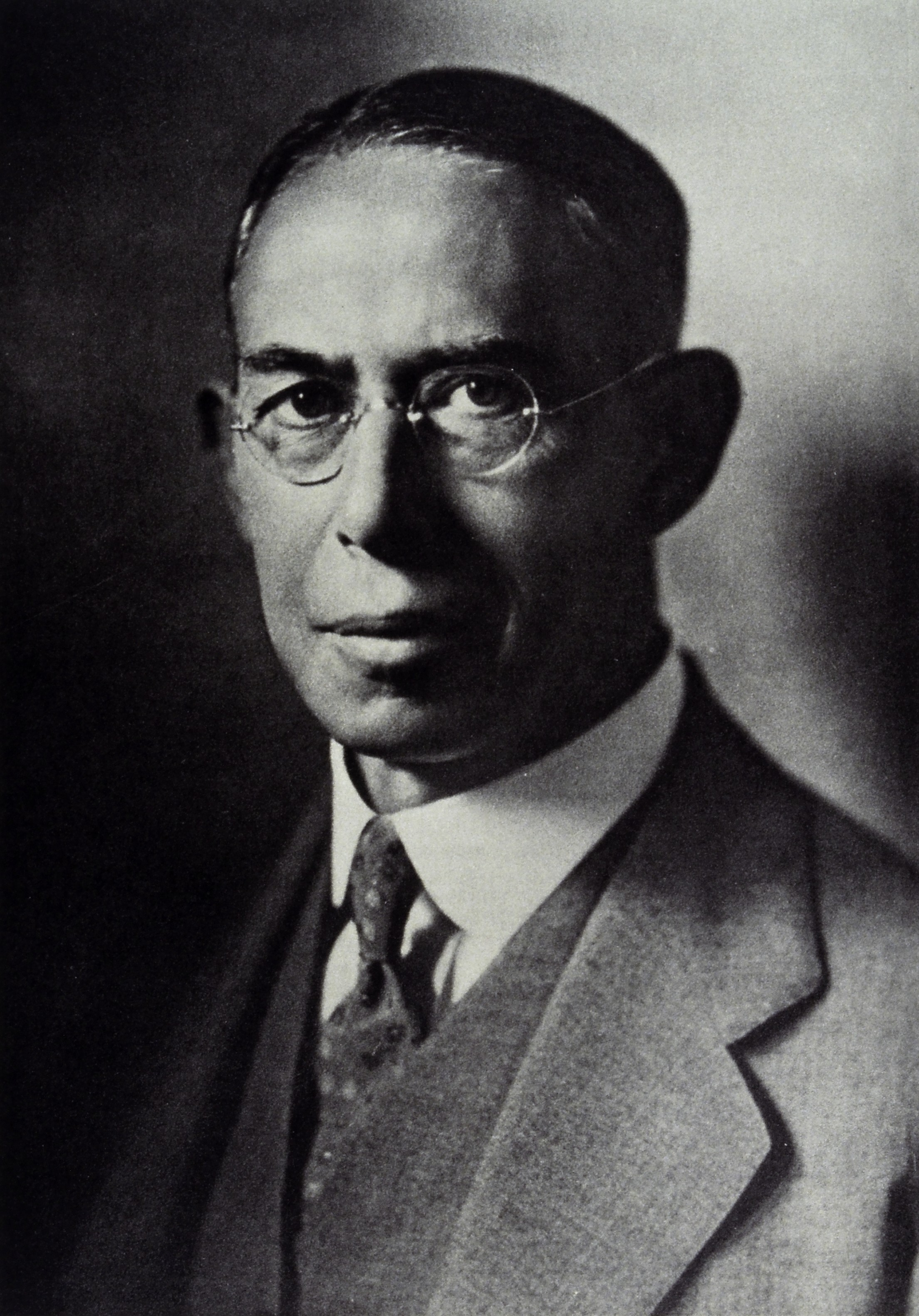
Joseph Erlanger, Physiologe und Nobelpreisträger
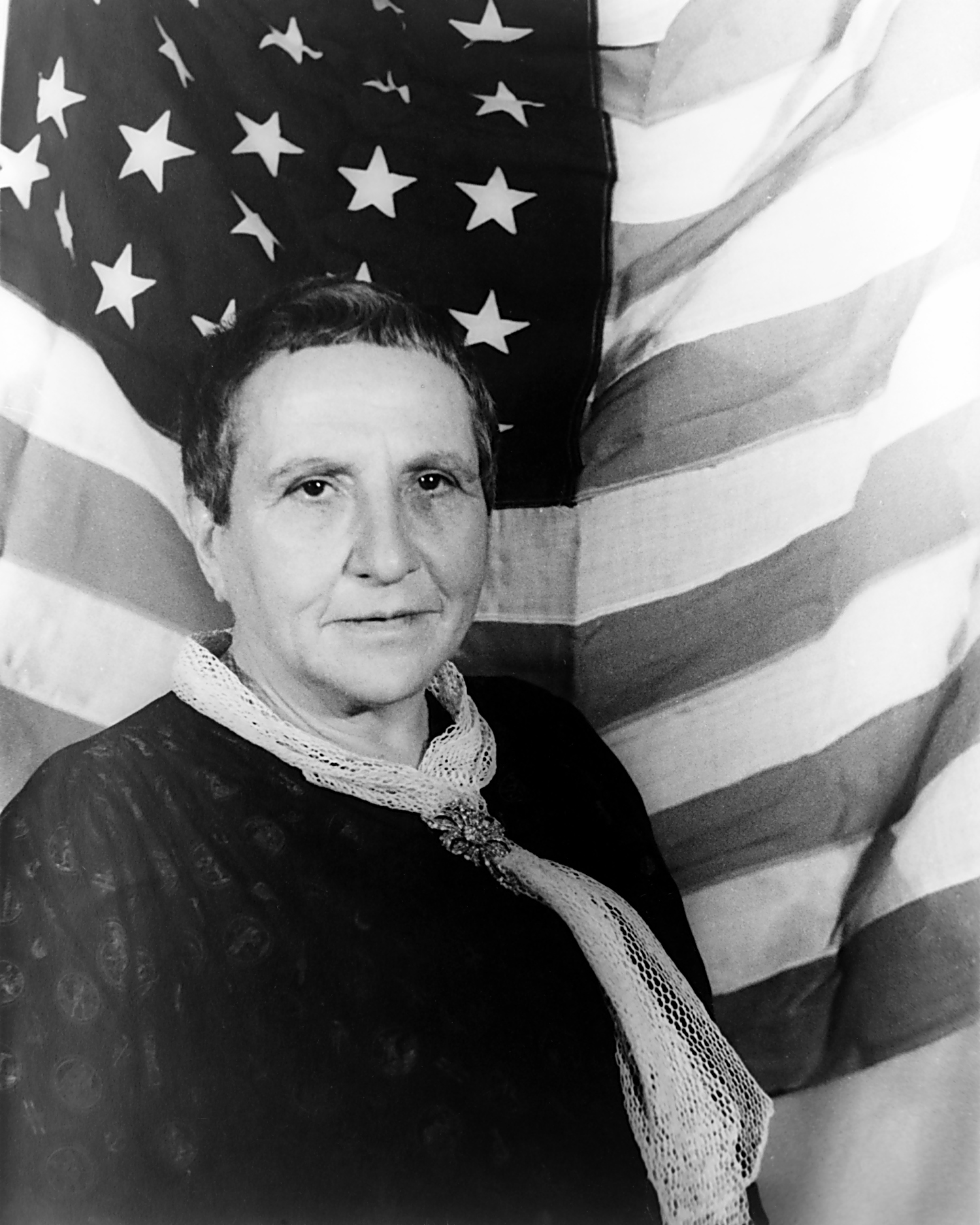
Gertrude Stein, Schriftstellerin
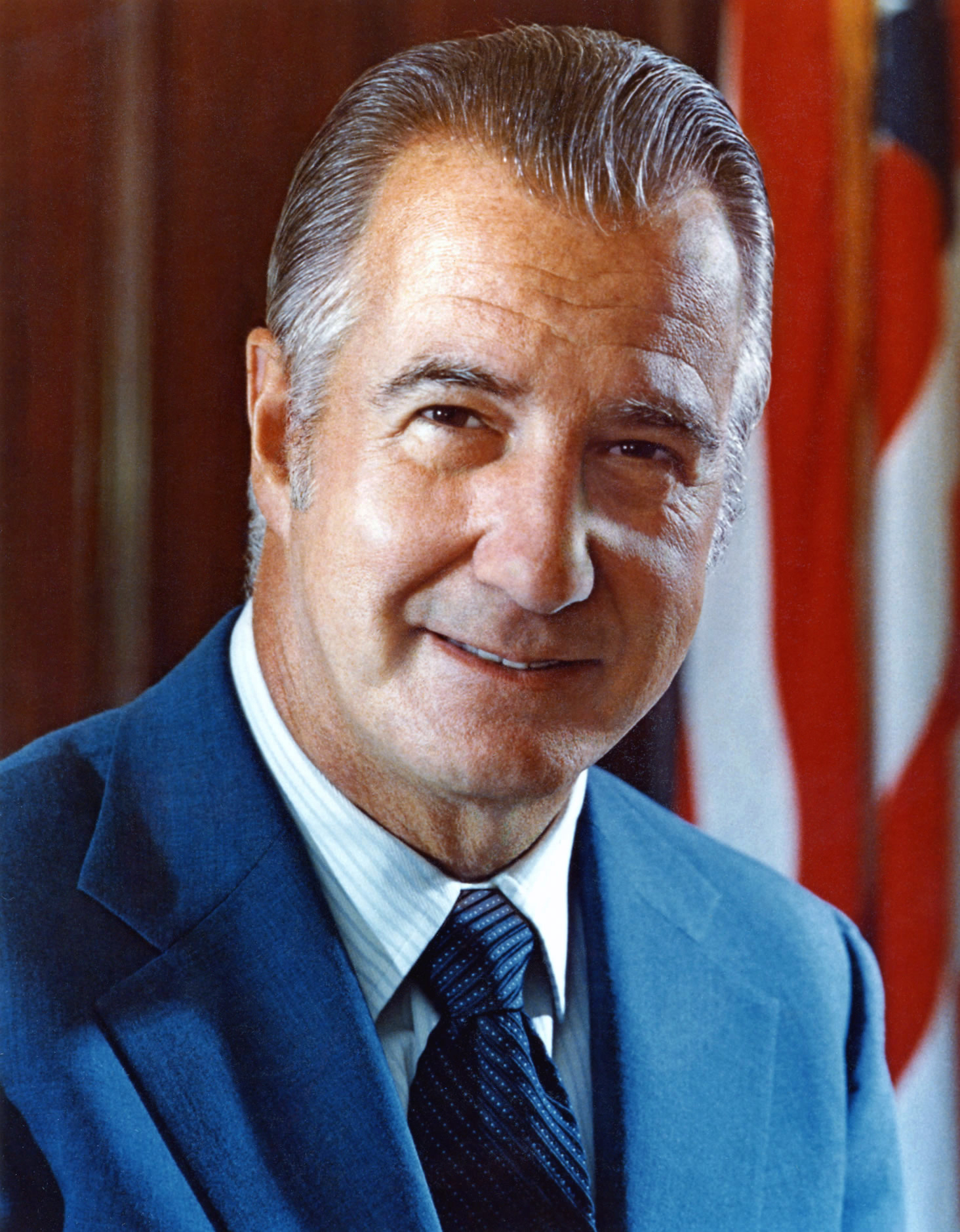
Spiro T. Agnew, US-amerikanischer Vizepräsident
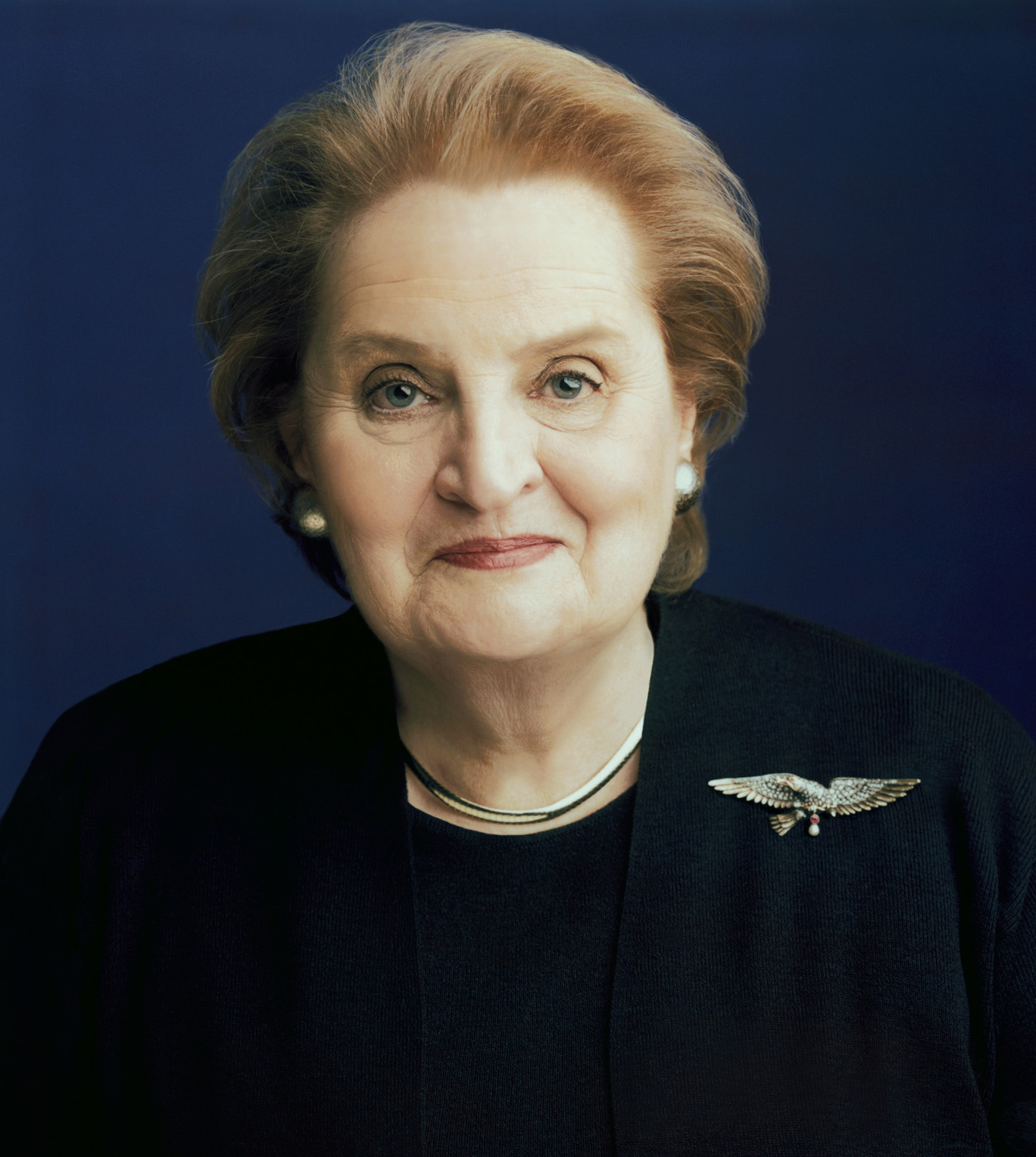
Madeleine Albright, US-amerikanische Außenministerin
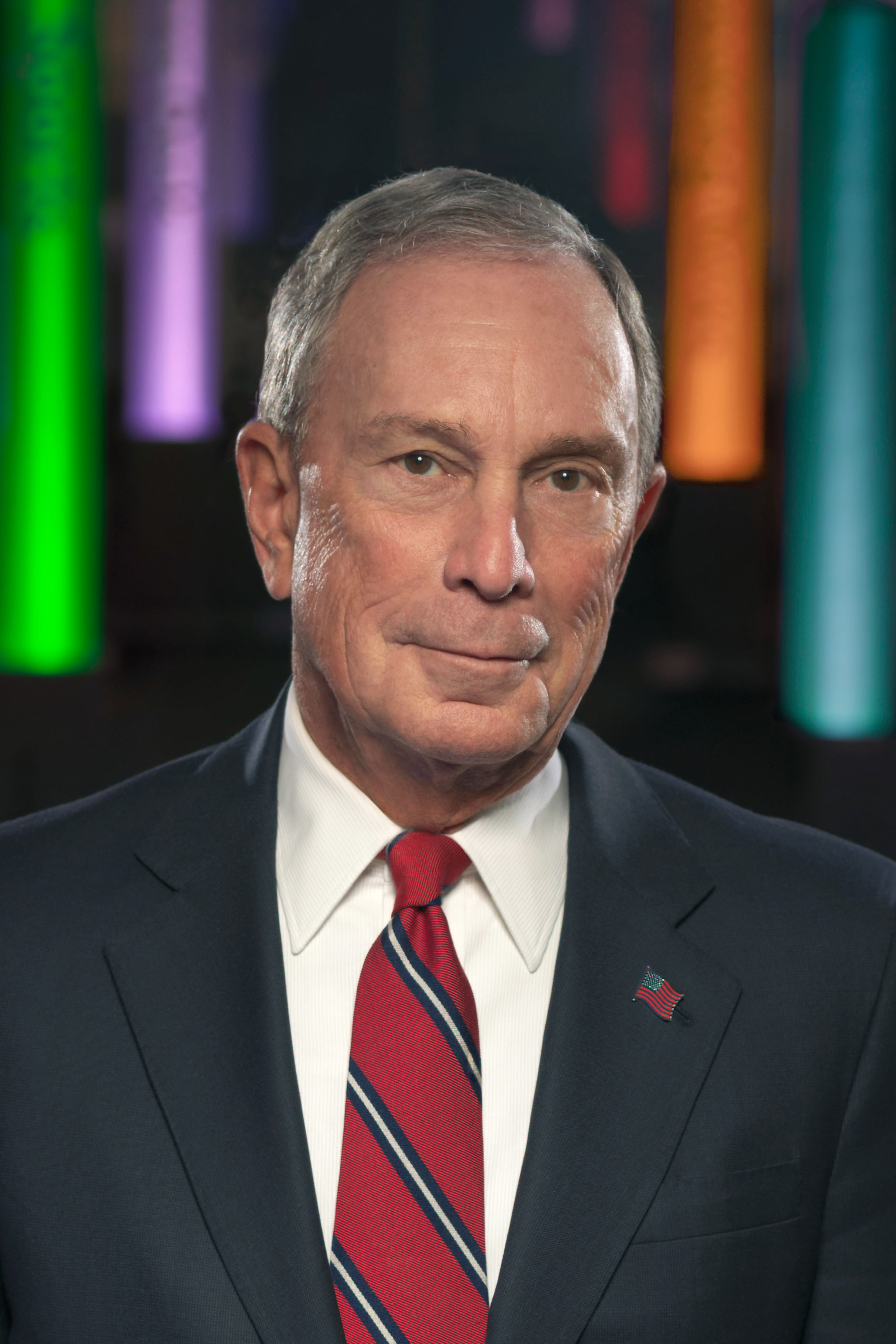
Michael Bloomberg, Unternehmer und Bürgermeister von New York City

- Spiro T. Agnew (1918–1996), US-amerikanischer Politiker und Vizepräsident
- Peter Agre (* 1949), Molekularbiologe und Nobelpreisträger
- Madeleine Albright (1937–2022), erste weibliche Außenministerin der Vereinigten Staaten
- Michael Bloomberg (* 1942), Unternehmer und Bürgermeister von New York City
- Chen Chien-jen (* 1951), Vizepräsident von Taiwan
- William Chomsky (1896–1977), Hebraist (Vater von Noam Chomsky)
- J. M. Coetzee (* 1940), Autor und Nobelpreisträger
- Wes Craven (1939–2015), Filmregisseur
- Joseph Erlanger (1874–1965), Physiologe und Nobelpreisträger
- John Charles Fields (1863–1932), Mathematiker und Initiator der Fields-Medaille
- Robert Fogel (1926–2013), Ökonom und Nobelpreisträger
- Andrew Fire (* 1959), Mediziner und Nobelpreisträger
- Edmund C. Lynch (1885–1938), Bankier und Mitgründer von Merryl-Lynch
- Ray Mabus (* 1948), US-amerikanischer Politiker und Marinesekretär unter Barack Obama
- John E. McLaughlin (* 1942), Geheimdienstler und Präsident der CIA
- Adam Riess (* 1969), Astronom und Nobelpreisträger
- Martin Rodbell (1925–1998), Biochemiker und Nobelpreisträger
- Francis Peyton Rous (1879–1970), Pathologe und Nobelpreisträger
- Hamilton O. Smith (* 1931), Biochemiker und Nobelpreisträger
- Gertrude Stein (1874–1946), Autorin und Salonnière
- Michel-Rolph Trouillot (1949–2012), Anthropologe und Historiker
- Woodrow Wilson (1856–1924), US-amerikanischer Präsident und Friedensnobelpreisträger
- Abdul Zahir (1910–1982), afghanischer Premierminister

## Akademische Lehrer
In der Geschichte der Universität gab es zahlreiche herausragende akademische Lehrer, dazu gehören:
- Paul Haupt (1858–1926), Altorientalist
- William Kurrelmeyer (1874–1957), Germanist
- Charles S. Peirce (1839–1914), Philosoph
- Hanns W. Maull (* 1947), Politologe
- H. Newell Martin (1848–1896), Physiologe

sowie die Mediziner:
- William Henry Welch (1850–1934), William Osler (1849–1919), William Stewart Halsted (1852–1922), Howard Atwood Kelly (1858–1943), die so genannten großen vier von Johns Hopkins
- Owsei Temkin (1902–2002), Arzt und Medizinhistoriker
- Henry E. Sigerist (1891–1957), Medizinhistoriker
- Richard Harrison Shryock (1893–1972), Medizinhistoriker
- Ben Carson (* 1951), Neurochirurg
- Thomas Stephen Cullen (1868–1953), Gynäkologe
- John Whitridge Williams (1866–1931), Geburtshelfer

## Vorwurf unethischer Menschenversuche
Im Januar 2019 entschied ein US-Richter, dass sich die Universität neben dem Pharmakonzern Bristol-Myers Squibb und der Rockefeller-Stiftung für Versuche vor Gericht verantworten wird müssen, bei denen ab den 1940er Jahren nicht informierte Menschen in Guatemala mit Syphilis oder anderen Geschlechtskrankheiten infiziert worden waren, um die Wirksamkeit von Penicillin zu testen. Aufgedeckt wurden die Versuche 2010 von der Professorin Susan Reverby vom Wellesley College, sie war auf Notizen von John Charles Cutler gestoßen, einem 2003 gestorbenen Spezialisten für Geschlechtskrankheiten. Cutler hatte die Versuchsreihe zeitweise geleitet und mit Kollegen die Tests in Guatemala an Soldaten, psychisch Kranken, Prostituierten und verurteilten Straftätern vorgenommen.

## Name
Oft wird der Name der Universität irrtümlich als John Hopkins angegeben, unter der Annahme, der Vorname des Namensgebers sei „John“ gewesen. Das ist falsch – der Vorname stammt von dem Familiennamen seiner Urgroßmutter, Margaret Johns, die Gerard Hopkins heiratete. Die beiden nannten ihren Sohn Johns Hopkins, und der Name wurde bis zu seinem Enkel weitergegeben.